# Samtgemeinde Barnstorf
Barnstorf is een samtgemeinde in het Landkreis Diepholz in de Duitse deelstaat Nedersaksen. In de Samtgemeinde werken vier kleine gemeenten samen in het zuidwesten van het Landkreis. Het bestuur is gevestigd in de gemeente Barnstorf.

## Deelnemende gemeenten
- Barnstorf, met per 31 december 2018 in totaal  6.381 inwoners, bestaande uit Barnstorf zelf, Aldorf, Dreeke/Mäkel en Rechtern.
- Drebber, bestaande uit Jacobidrebber, Mariendrebber en het meer noordoostelijk gelegen Cornau. Per 31 december 2018 had Drebber 2.878 inwoners.
- Drentwede met per 31 december 2018 in totaal  1.001 inwoners, bestaande uit Bockstedt en het hoofddorp Drentwede.
- Eydelstedt, met per 31 december 2018 in totaal  1.814 inwoners, bestaande uit de volgende dorpen en gehuchten:
  - Donstorf (met Heitmannshausen, Egelriede, Clausen, Danhollen, Holte, Neu-Holte, en Donstorf)
  - Dörpel (met Scharrel en Dörpel)
  - Düste (met Helmsmühle, Aufurth, Herkamp, Neu-Aufurth en Düste)
  - Eydelstedt (met Gothel, Holzort, Neu-Eydelstedt, Haslau, Klöterbusch, Heide, Traxelsiedlung en het hoofddorp Eydelstedt)
  - Wohlstreck (met Brockmannshausen, Stubben, Bülten, Ohe, Hartingen, Hollen, Clausheide, Wuthenau, Loge, Schierholz, Neu-Schierholz en Krakeel)

## Ligging, verkeer, vervoer
De gemeente ligt in een door hoogveen (Moor) gekenmerkt, vlak landschap in de Noord-Duitse Laagvlakte op gemiddeld 30 à 45 meter boven de zeespiegel.
Door de gemeente stroomt de Hunte, die tussen Barnstorf en Eydelstedt een zijriviertje,  de Wagenfelder Aue, opneemt en dan noord-noordwestwaarts richting Wildeshausen loopt.
In de gemeente zijn een aantal kleine natuurgebieden, meest wetlands, hoogveen- of graslandreservaten.
De gemeente wordt doorsneden door de Bundesstraße B51, die noordoostwaarts richting Bremen loopt. 
De dichtstbijzijnde Autobahn is de A1 Osnabrück - Bremen. Om die te bereiken, moet men vanuit het dorp Barnstorf wel eerst 15 km zuidwestwaarts naar Diepholz en dan nog 20 km westwaarts naar Holdorf.
Ongeveer parallel aan de B51 loopt de spoorlijn van Osnabrück naar Bremen. In het dorp Barnstorf is een stoptreinstation aan deze lijn. De stationnetjes in Drebber en Drentwede aan deze lijn zijn opgeheven.

## Geschiedenis
In Düste is een ganggraf van mensen van de neolithische Trechterbekercultuur (3500-2800 v.C.) ontdekt en uitgegraven. Daarbij werden ook potscherven en pijlpunten uit die tijd ontdekt.
De gemeente was van de middeleeuwen tot en met de 18e eeuw een grensgebied tussen het Hertogdom Brunswijk, het Graafschap Diepholt en het Prinsbisdom Osnabrück. Alle drie de heerlijkheden hadden het gebied beurtelings geheel of gedeeltelijk in bezit. Na 1866 gingen deze landen in het Duitse Keizerrijk op.
De St. Vituskerk in Barnstorf is in de 13e eeuw gebouwd op de plaats van een ouder kerkje, dat reeds ten tijde van Karel de Grote bestond.
Drebber wordt in de 10e eeuw genoemd in een oorkonde, waarin sprake is van drie boerenhoeven. Daar is de naam van het dorp ook van afgeleid. Het noordelijke deel van Drebber heette in de late middeleeuwen Wester. Hier werden munten voor het Graafschap Diepholt geslagen.

## Economie
De landbouw is in deze typische plattelandsgemeente de hoofdpijler van de locale economie. Daarmee samenhangend zijn er enige toeleveranciers, zoals een veevoederfabriek.
Barnstorf neemt de laatste decennia initiatieven, om sportief toerisme (ballonvaren; fietsen; watersporten op de Hunte) te faciliteren. Hierbij wordt samengewerkt met de gemeenten in het ten noorden aangrenzende, bosrijke Naturpark Wildeshausener Geest, waar het toerisme (dag- en weekendtoerisme vanuit de grote stad Bremen verder noordwaarts) verder ontwikkeld is.
Ten oosten van het dorp Barnstorf bevindt zich een door het bedrijf Wintershall geëxploiteerde aardoliebron. De locaties zijn te herkennen aan de pompinstallaties, de zgn. jaknikkers.

## Bezienswaardigheden
- De beide middeleeuwse kerken in Drebber
- Op de rivier de Hunte is kanoën en andere watersport mogelijk
- In enkele van de natuurreservaten in de gemeente, meest hoogveengebieden, is het beperkt mogelijk om wandelingen of fietstochten te maken; er loopt ook een langeafstandsfietsroute van Bremen naar Osnabrück door Barnstorf

## Belangrijke personen in relatie tot de gemeente
- Christian Hülsmeyer (1881-1957) Duits wetenschapper, uitvinder van de radar, geboren in Eydelstedt

## Afbeeldingen

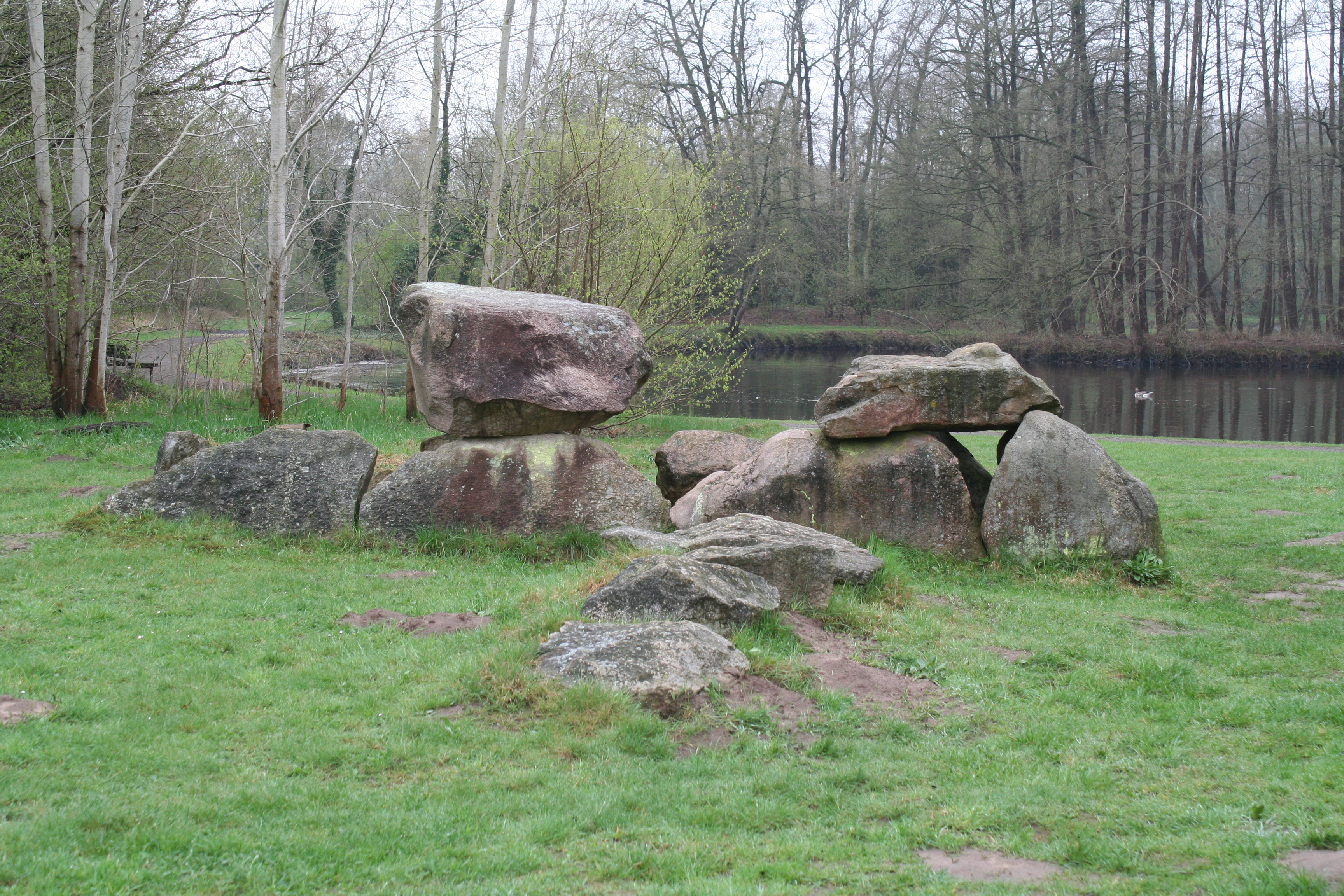
Prehistorisch ganggraf Düste
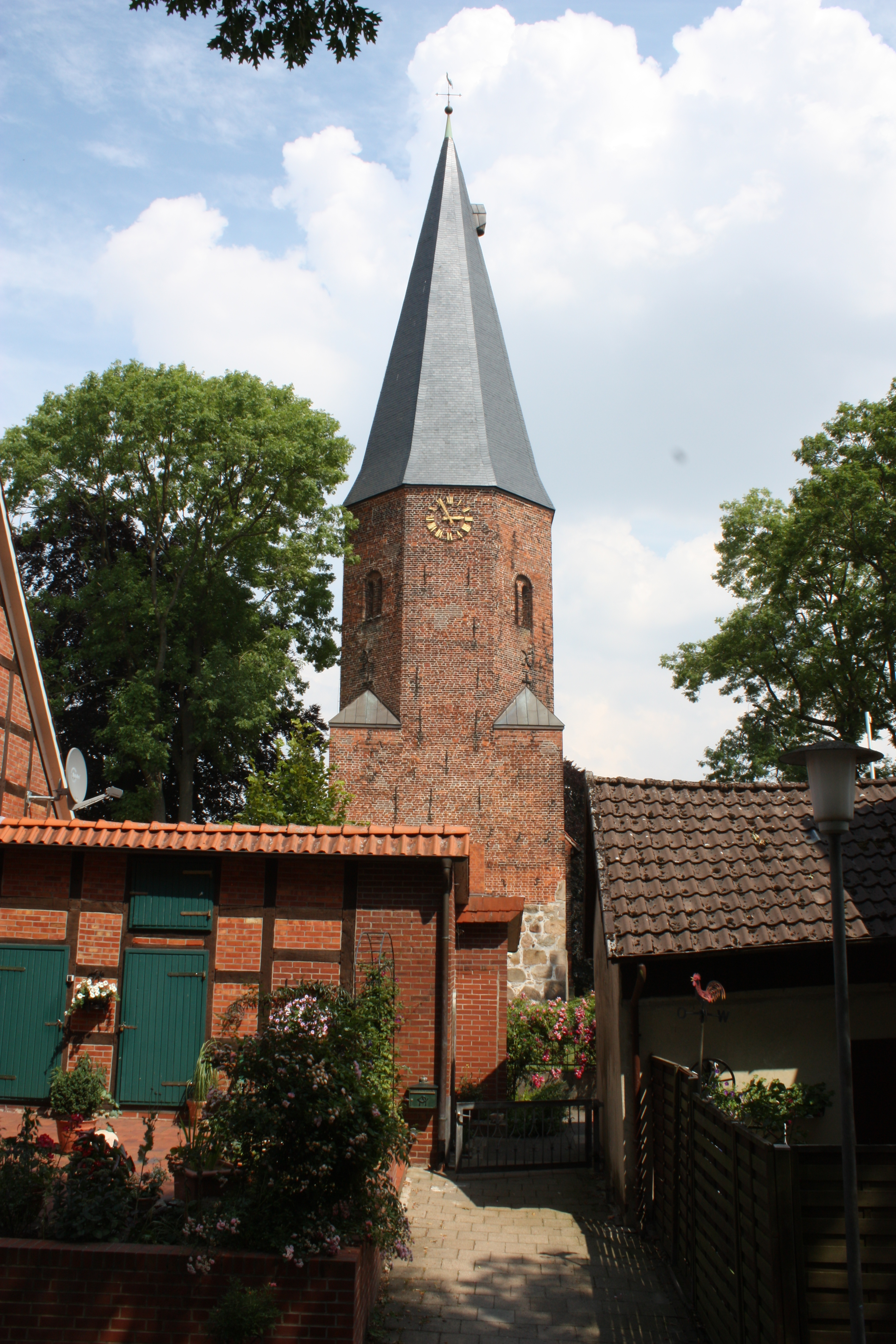
St.Vituskerk in Barnstorf
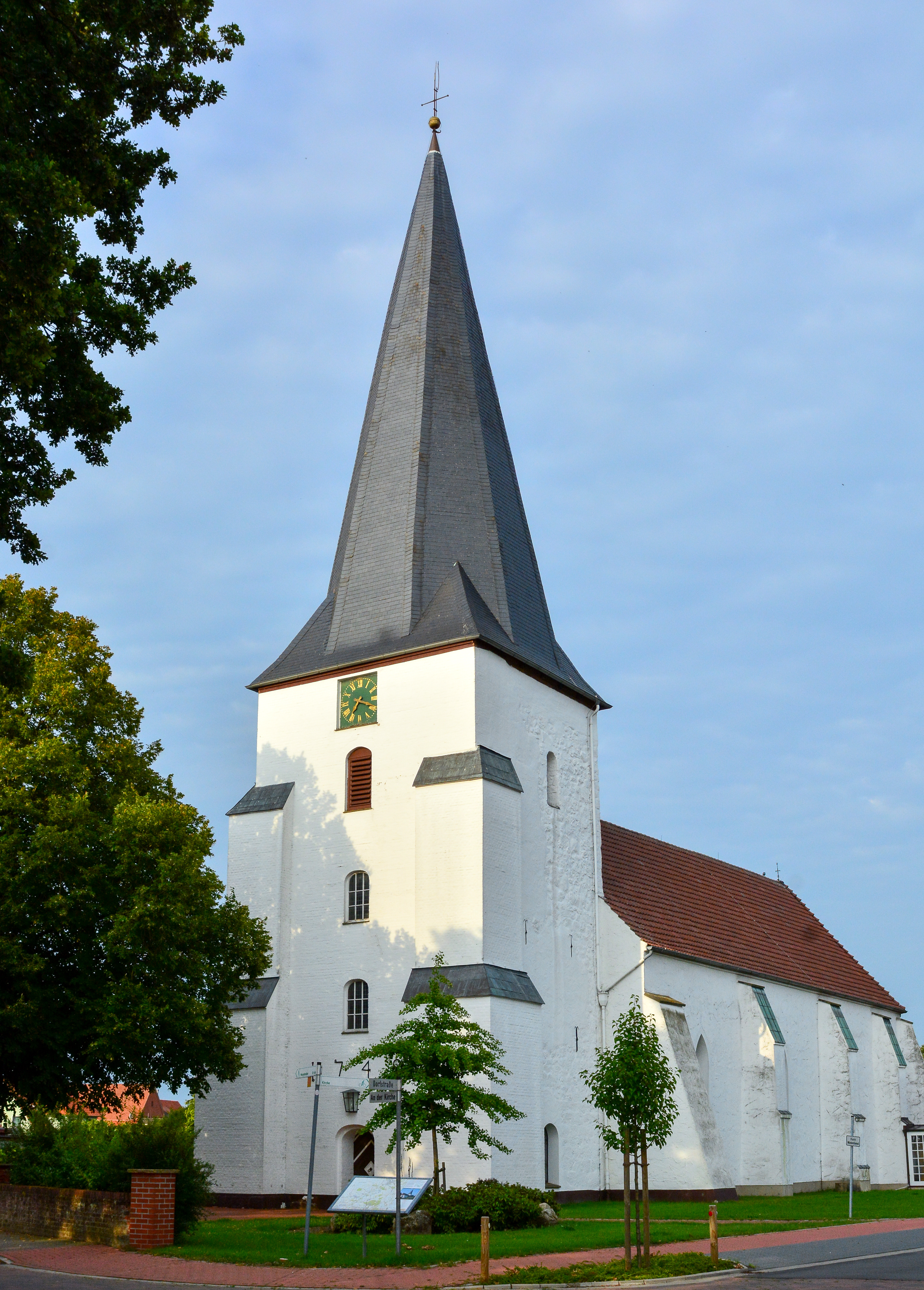
De St.-Jacobskerk in Jacobidrebber (toren 13e eeuw, kerk herbouwd in de 18e eeuw)
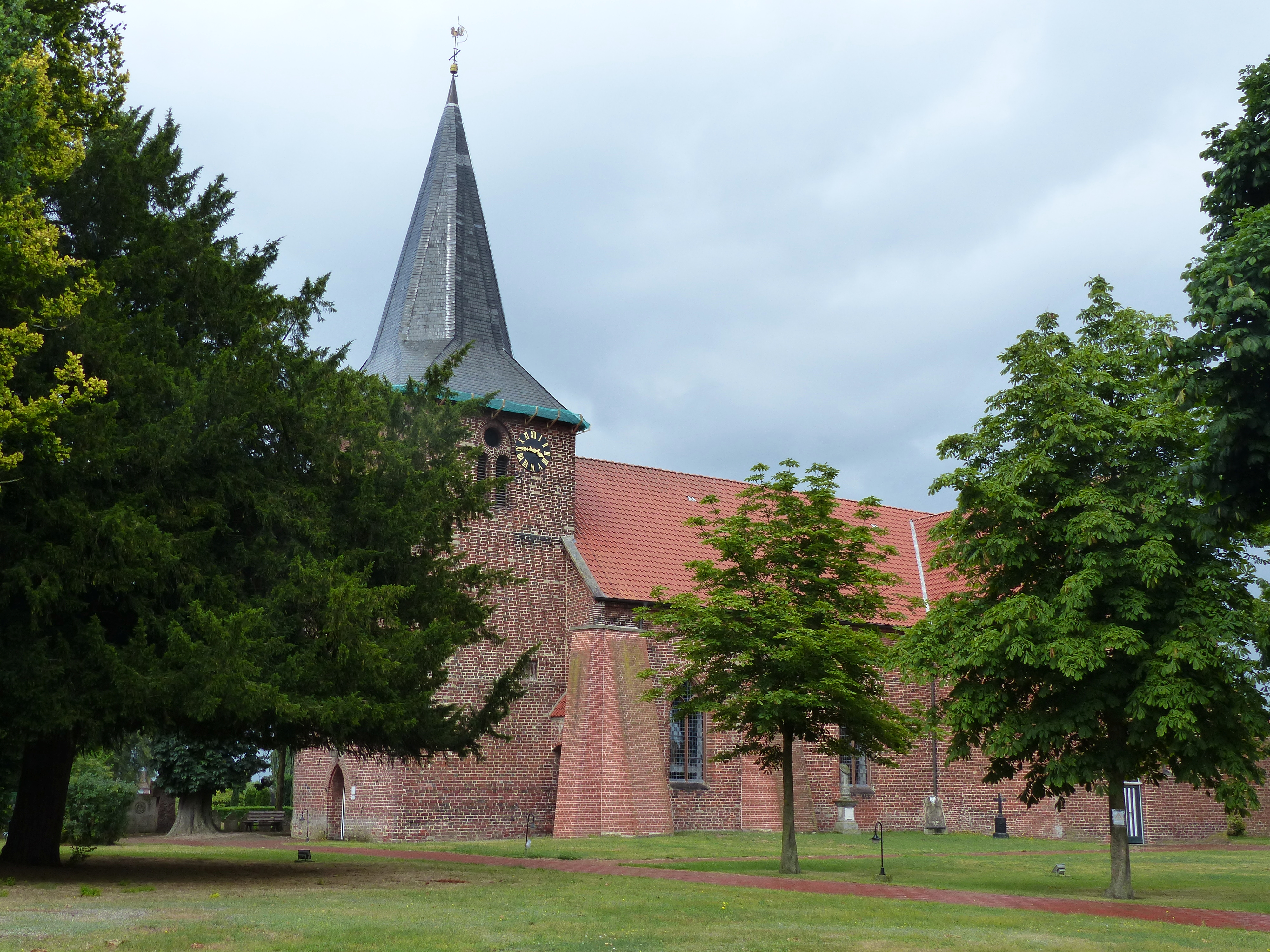
Gotische, laat 13e-eeuwse, in de 19e eeuw gerenoveerde, bakstenen kerk  St. Marien und Pankratius te Mariendrebber
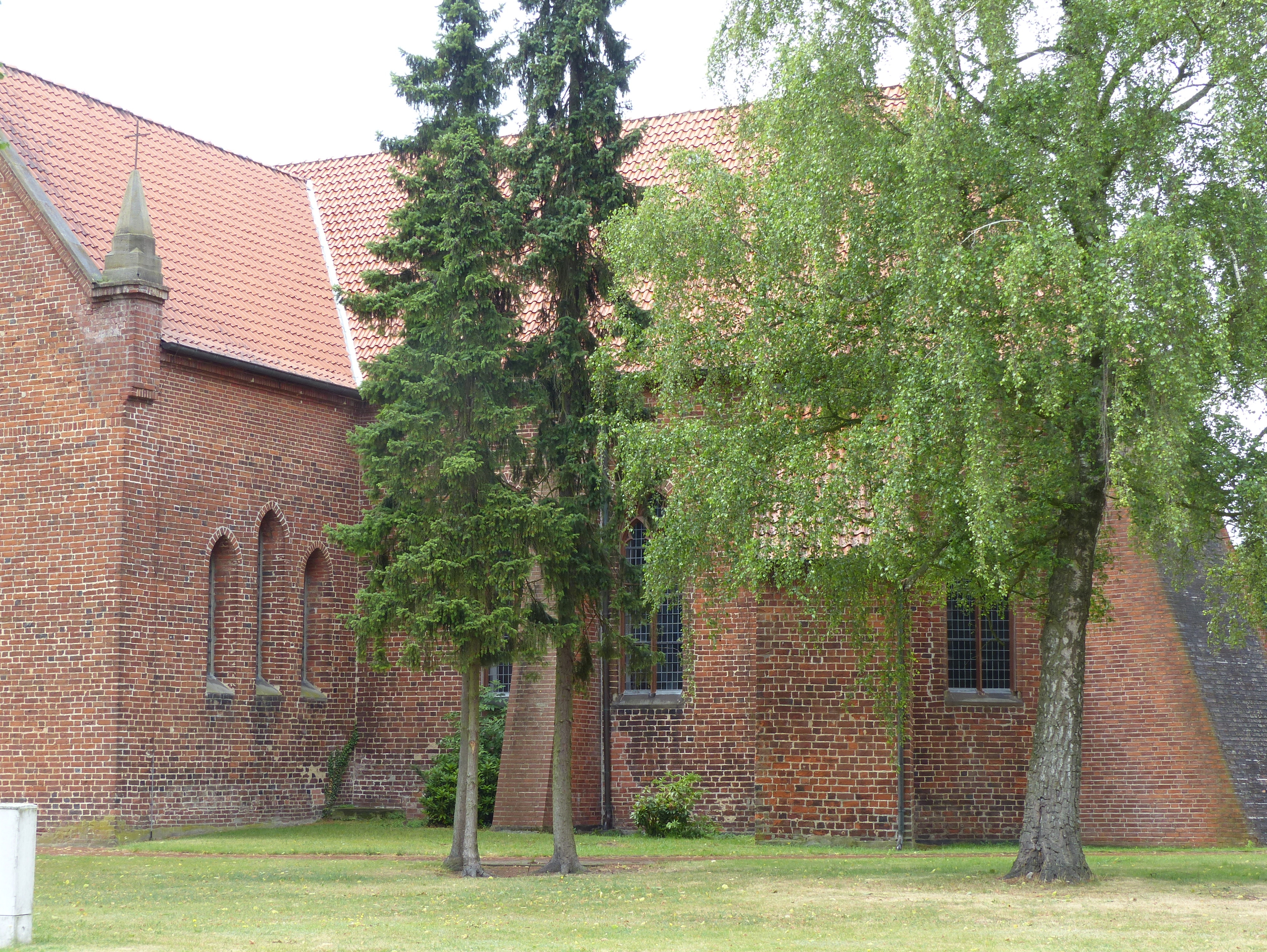
Dwarsschip en koor van de kerk St. Marien und Pankratius te Mariendrebber
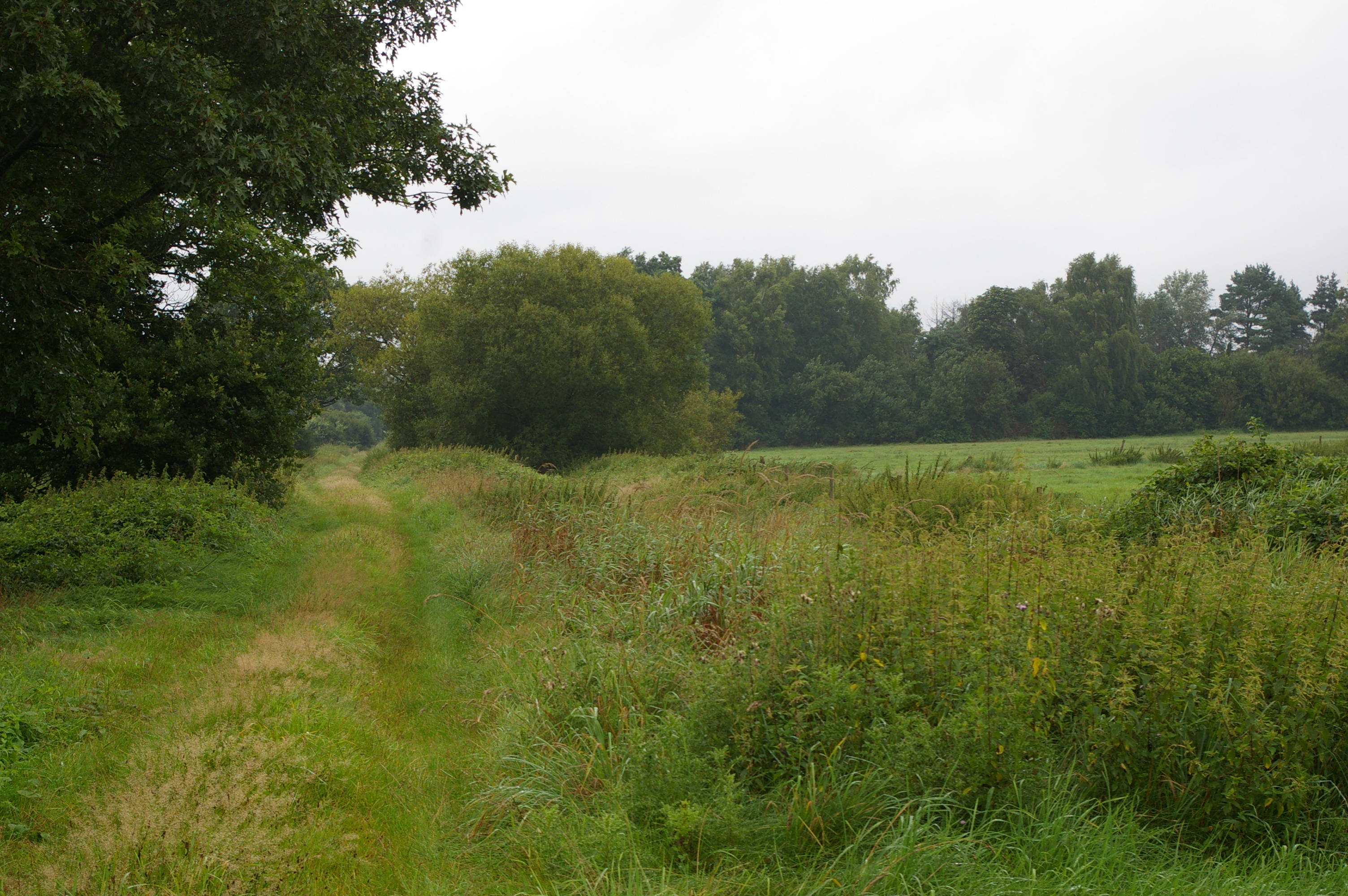
Natuurreservaat Drebbersches Moor